# Ramis Mansurow
Ramis Faridowycz Mansurow, ukr. Раміс Фарідович Мансуров (ur. 20 października 1973 w Zaporożu) – ukraiński piłkarz i futsalista pochodzenia tatarskiego, grający na pozycji pomocnika, trener piłkarski.

## Kariera piłkarska
Wychowanek Szkoły Sportowej Rezerw Olimpijskich Metałurh Zaporoże. Pierwszy trener Wałentyn Hryszyn. W 1992 rozpoczął karierę piłkarską w futsalowym klubie Nadija Zaporoże. W 1993 grał w amatorskiej drużynie piłkarskiej Hirnyk Komsomolsk, a latem został zaproszony do wyższoligowego klubu Kremiń Krzemieńczuk. Potem wrócił do gry w futsal, występując w składzie klubu Nadija Zaporoże. Latem 1995 został piłkarzem DSS Zaporoże. Na początku 2003 roku piłkarz złamał nogę, przez co nie pojechał na Mistrzostwach Europy we Włoszech. Latem 2003 zasilił skład MFK Szachtar Donieck. Latem 2009 przeszedł do Urahanu Iwano-Frankiwsk, w którym występował do końca roku. Na początku 2011 przez 2 miesiące grał w azerskim Araz Naxçıvan.
Potem grał w drużynach amatorskich Katran Zaporoże oraz Imeks Zaporoże, również trenując klub. Ostatnim zawodowym klubem w jego karierze był Prywat Krzywy Róg, w barwach którego zakończył karierę piłkarską w 2015 roku.

## Kariera reprezentacyjna
W 1998 w barwach studenckiej reprezentacji Ukrainy w futsalu brał udział w turnieju finałowym Akademickich mistrzostw świata w futsalu, zdobywając tytuł mistrza świata. Wieloletni reprezentant Ukrainy, barwy której bronił od 1998, zdobywając wicemistrzostwo Europy (2001).

## Kariera trenerska
Jeszcze będąc piłkarzem rozpoczął karierę szkoleniowca. W 1999 mając 25 lat łączył funkcje piłkarza i trenera w DSS Zaporoże. W styczniu 2011 został zaproszony do Szkoły Sportowej Metałurh Zaporoże do trenowania dzieci. Potem od 2012 ponownie pełnił funkcję grającego trenera w amatorskiej drużynie Imeks Zaporoże. 3 lutego 2015 został mianowany na stanowisko głównego trenera klubu Prywat Krzywy Róg, którym pracował do 10 listopada 2015.

## Sukcesy i odznaczenia

### Sukcesy piłkarskie
reprezentacja Ukrainy w futsalu
- mistrz świata wśród studentów: 1998
- wicemistrz Europy: 2001

Nadija Zaporoże
- mistrz Ukrainy: 1992
- wicemistrz Ukrainy: 1993/94
- brązowy medalista mistrzostw Ukrainy: 1994/95
- finalista Pucharu Ukrainy: 1993/94

DSS Zaporoże
- brązowy medalista mistrzostw Ukrainy: 1995/96, 1996/97, 1999/00, 2000/01, 2001/02, 2002/03
- zdobywca Pucharu Ukrainy: 2001/02
- finalista Pucharu Ukrainy: 1996/97

MFK Szachtar Donieck
- mistrz Ukrainy: 2003/04, 2004/05, 2005/06, 2007/08
- wicemistrz Ukrainy: 2008/09
- brązowy medalista mistrzostw Ukrainy: 2006/07
- zdobywca Pucharu Ukrainy: 2003/04, 2005/06
- finalista Pucharu Ukrainy: 2004/05, 2008/09
- zdobywca Superpucharu Ukrainy: 2005, 2006, 2008
- półfinalista Pucharu UEFA: 2005/06

### Sukcesy indywidualne
- wielokrotnie na liście 15 oraz 18 najlepszych futsalistów Ukrainy

### Odznaczenia
- tytuł Zasłużonego Mistrza Sportu Ukrainy
- członek Klubu Ołeksandra Jacenki: 334 goli